# Фудбалска репрезентација Русије
Фудбалска репрезентација Русије (рус. Сборная России по футболу) национални је фудбалски тим који представља Руску Федерацију на међународним такмичењима. Делује под ингеренцијом Фудбалског савеза Русије (рус. Российский футбольный союз) који је пуноправни члан Фифе од 1912, односно Уефе од 1954. године. Фудбалској репрезентацији Русије, која под садашњим именом делује на међународној сцени од 1992, приписује се континуитет резултата репрезентација Совјетског Савеза (1924—1991) и Заједнице независних држава (1991—1992. године).

## Историја
Кроз историју, Руски фудбалски тим је наступао под неколико различитих имена, а под садашњиим именом делује од јуна 1992. када је Фифа признала Русију као свог пуноправног члана. Руски фудбалски тим је своју прву међународну утакмицу одиграо 16. октобра 1910. у Санкт Петербургу, а противник руским фудбалерима који су у том периоду играли под заставом Руске Империје био је одговарајући тим тадашње Бохемије (потоње Чехословачке). Руски играчи су у том неслужбеном сусрету остварили победу резултатом 5:4. Руски тим је на том сусрету наступио под именом Петербург, док је Краљевина Бохемија која је у том периоду била протекторат Аустроугарске наступала под именом Коринтинијас. Сверуски фудбалски савез основан је у јануару 1912, а нешто касније исте године постао је и пуноправним чланом Фифе.
Исте године је Репрезентација Русије дебитовала на међународној сцени заигравши на фудбалском турниру у оквиру Летњих олимпијских игара чији домаћин је 1912. била шведска престоница Стокхолм. Прву званичну утакмицу на Играма, а уједно и прву званичну утакмицу у историји, руски фудбалери одиграли су 30. јуна против изабране селекције Финске. Руси су изгубили тај сусрет резултатом 1:2, а потом су, дан касније, у утакмици за пласман, поражени и од репрезентације Немачке резултатом 0:16, и тај пораз се сматра најтежим у историји руског репрезентативног фудбала. Руски тим је на првом званичном такмичењу са позиције селектора водио двојац Георгиј Дуперон и Роберт Фулда, а играли су у саставу Фаворски и Борејша голмани, Марков, Римша, Соколов и Уверски у одбрани, играчи средине терена Акимов, Кињин, Хромов и Јаковљев, те нападачи Бутусов, Житарев, Никитин, Л. Смирнов, М. Смирнов, Александар и Сергеј Филипов. У тиму су били још и Вољдемар Власенко и Јалмар Теравајн, али није познато на којим позицијама су тачно играли.
Током наредне две године руски фудбалери су одиграли неколико пријатељских утакмица, углавном са скандинавским екипама, а једину победу остварили су у пријатељској утакмици против Норвешке играној у Москви 7. септембра 1913. (остварена победа резултатом 3:0). Први светски рат који је избио у Европи 1914. у потпуности је зауставио све фудбалске активности у Русији, постојећа фудбалска инфраструктура је девастирана, а многи играчи су страдали у ратним дејствима. Руска револуција из 1917. означила је престанак постојања Руске Империје и довела је до формирања Совјетског Савеза, чији фудбалски тим је званично основан у августу 1923. године, а који је Међународна фудбалска федерација признала као легитимног наследника дотадашњег руског тима.

### Совјетски период
Са престанком постојања Руске Империје прекинуте су и све фудбалске активности руске репрезентације, а руски играчи своје активности настављају играјући у дресу репрезентације Совјетског Савеза коју су Фифа и Уефа признали као легалног наследника дотадашњег руског тима. Совјетски фудбалски тим је на међународној сцени деловао пуних 68 година, у периоду 1923−1991, све до распада Совјетског Савеза.
Прву званичну, пријатељску утакмицу, совјетски фудбалери су одиграли у Москви против Турске 16. новембра 1924. остваривши убедљиву победу резултатом 3:0. И током наредне две деценије репрезентација је играла искључиво пријатељске међународне утакмице, а дебитантски наступ на међународној сцени остварен је на Летњим олимпијским играма 1952. у Хелсинкију. Прву званичну такмичарску утакмицу одиграли су управо у Хелсинкију, 15. јуна 1952, и тада је у претквалификацијама савладана селекција Бугарске, а већ у наредном колу изгубили су од селекције Југославије (каснијег освајача сребрне медаље) чиме су завршили своје дебитантско међународно учешће. Совјети су и у наредним годинама учествовали на Олимпијским играма, где су освојили укупно 5 медаља, две златне (1956. и 1988) и три бронзане (1972, 1976. и 1980. године).
На светским првенствима дебитовали су у Шведској 1958. где су након пораза у четвртфиналу од домаћина Шведске 0:2 заузели коначно 7. место. Совјетски тим је на светским првенствима учествовао укупно 7 пута, а највећи успех остварен је у Енглеској 1966. где је освојено 4. место. Совјетски играчи су на том првенству направили велико изненађење победивши у четвртфиналу селекцију Мађарске, у то време један од најбољих светских тимова, резултатом 2:1. Потом су уследила и једина два пораза на првенству, оба резултатом 1:2, прво од Немачке у полуфиналу, а потом и од Португалије у утакмици за бронзану медаљу.
Иако су на европским првенствима остварили много веће успехе, совјетски тим је свега пет пута успео да се квалификује на завршни континентални турнир. На свом првом учешћу на европском првенству у Француској 1960. освојена је титула континенталног првака, а у финалу је након продужетака савладана селекција Југославије резултатом 2:1. Пре тога у полуфиналу Совјети су убедљивом победом од 3:0 елиминисали изабрани тим Чехословачке. Та титула европског првака представља највећи успех у историји руског и совјетског фудбала. На првенствима 1964, 1972. и 1988. освојене су сребрне медаље, док су ЕП 1968. окончали на четвртом месту.
Последњу званичну утакмицу у историји репрезентација Совјетског Савеза одиграла је у Ларнаки на Кипру 13. новембра 1991. када је резултатом 3:0 савладана домаћа селекција Кипра. На Европском првенству 1992. некадашњи совјетски тим је наступио под именом Заједнице Независних Држава, такмичење су завршили на последњем месту у групи са 2 бода, уз два нерешена резултата и један убедљив пораз (0:3 против Шкотске).
Највише наступа за совјетски фудбалски тим остварио је Олег Блохин који је одиграо укупно 112 званичних утакмица. Са 42 постигнута поготка Блохин је уједно и најбољи стрелац у историји совјетског и руског репрезентативног фудбала.

### Обнова независности и Светско првенство 1994.
На постсовјетском простору основана је 21. децембра 1991. Заједница независних држава, чиме је Совјетски Савез и званично престао да постоји као субјект међународног права. Иако је на тај начин престала да постоји и фудбалска репрезентација Совјетског Савеза, УЕФА је дозволила некадашњем совјетском тиму да наступи на ЕП 1992. али под именом Заједнице независних држава.
Фудбалски савез Русије (рус. Российский футбольный союз) је 8. фебруара 1992. обновио своје активности, а за првог председника Савеза именован је Вјачеслав Колосков, дотадашњи председник ФССССР. Већ у јулу 1992. ФИФА је примила ФСР у пуноправно чланство признајући га као сукцесора некадашњег Фудбалског савеза Совјетског Савеза. На тај начин је репрезентација Заједнице независних држава званично преименована у репрезентацију Русије.
На место првог селектора руског националног тима именован је Павел Садирин и под његовим водством репрезентација је одиграла и први званични меч, када је у пријатељској утакмици играној у Москви 16. августа 1992. резултатом 2:0 савладана репрезентација Мексика. Први погодак на тој утакмици, а уједно и први погодак у историји репрезентације Руске Федерације постигао је Валериј Карпин, тада везни играч московског Спартака.
Прво званично такмичење на ком је учествовао руски тим биле су квалификације за СП 1994. у Сједињеним Државама. Русија је у квалификацијама наступила у групи 5, заједно са селекцијама Грчке, Исланда, Мађарске и Луксембурга и са учинком од 5 победа, 2 ремија и само једним поразом, као другопласирана се квалификовала за завршни турнир светског првенства. Прву званичну такмичарску утакмицу, а уједно и прву утакмицу у тим квалификацијама, Русија је одиграла у Москви на стадиону Лужњики 14. октобра 1992, остваривши победу против Исланда од 1:0. У септембру 1993. главни спонзор репрезентације постаје компанија Гаспром.
На светском првенству у САД Русија је играла у групи Б са селекцијама Бразила, Шведске и Камеруна. У прва два сусрета против Бразила и Шведске Руси су доживели убедљиве поразе (0:2 и 1:3), а иако су у последњем колу победили Камерун са високих 6:1 нису успели да се пласирају у осмину финала. Олег Саленко који је постигао 6 погодака на првенству, од чека чак 5 управо у утакмици против Камеруна, проглашен је за најбољег стрелца првенства и додељена му је „Златна копачка” (заједно са Бугарином Христом Стоичковим)

### 1996−2006.
Павела Садирина, који је после светског првенства поднео оставку на место селектора, наследио је Олег Романцев, а основни циљ који је постављен пред новог селектора био је пласман на Европско првенство 1996. у Енглеској. У квалификацијама за Еуро '96. Русија се такмичила у групи 8 заједно са селекцијама Грчке, Финске, Шкотске, Фарских Острва и Сан Марина и са 8 победа и свега два нерешена резултата као првопласирана успела да се квалификује за завршни турнир. Са 34 постигнута и свега 5 примљених погодака, уз гол разлику +29, Русија је била убедљиво најефикаснији тим у свим дотадашњим квалификацијама, а њихов рекорд оборила је тек селекција Шпаније у квалификацијама за Евро 2000 (са гол разликом 42:5). У квалификационој утакмици против Сан Марина играној 7. јуна 1995. на гостујућем терену, остварена је рекордна победа од 7:0.
Иако су на Европско првенство у Енглеску отишли као убедљиво најефикаснији тим квалификација, у такозваној „групи смрти” како је названа група Ц, против Италије, Немачке и Чешке Русија је успела да освоји тек један бод у последњем колу против Чешке, док су пре тога доживели убедљив пораз од каснијих европских првака Немаца са 0:3 (уз два гола Клинсмана и једног Матијаса Замера). Бројни сукоби између играча и селектора Романцева, до којих је долазило током првенства, резултовали су његовом сменом, а на место новог селектора постављен је Борис Игнатјев.
Главни циљ новог селектора био је пласман на Светско првенство 1998. чији домаћин је била Француска. Иако је Русија била апсолутни фаворит за освајање првог места у петој квалификационој групи европске зоне, два нерешена резултата против Кипра и Израела и пораз од Бугарске донели су Русији друго место у групи, иза Бугарске, и пласман у бараж. У баражу Русија је играла са Италијом, у првој утакмици на домаћем терену у Москви одиграли су нерешено 1:1, док је у узврату у Напуљу Италија била боља минималним резултатом 1:0, те Русија по први пут након 20 година није успела да се квалификује на завршни турнир светског првенства. Упркос неуспеху у квалификацијама ФСР је понудио Игнатјеву продужетак уговора до децембра 1999, међутим он је у јуну 1998. поднео оставку на ту функцију.
На место новог селектора постављен је Анатолиј Бишовец, некадашњи селектор Совјетског Савеза и Јужне Кореје, а основни циљ постављен пред њега била је смена генерација и формирање такмичарски конкуренте екипе за светско првенство 2002. године. Међутим, Бишовец је квалификације за Европско првенство 2000. започео са истим играчима који су играли у претходном периоду. Лоша атмосфера у тиму резултовала је са шест узастопних пораза, укључујући и три у квалификацијама за ЕП, а пораз у квалификационом мечу у Рејкјавику против Исланда 14. октобра 1998. довео је до нове смене на позицији селектора националног тима. Због серије лоших резултата репрезентација је на Фифиној ранг листи пала на 40. место, до тада најлошији пласман у историји тима.
Повратак Олега Романцева на селекторску позицију позитивно се одразио на екипу која је у наредних 6 квалификационих утакмица остварила максималних 6 победа, укључујући и гостујућу победу од 3:2 против актуелних светских првака Француске у Паризу. Уочи последње и одлучујуће утакмице квалификација против Украјине, Русија се налазила на другом месту у групи и у тој последњој утакмици била им је потребна победа за прво место у групи. Утакмица против Украјине играна је на стадиону Лужњики 9. октобра 1999. пред 80.000 гледалаца. Русија је повела голом Карпина у 75. минуту, али је Андриј Шевченко голом из слободног ударца са велике удаљености у 88. минуту изједначио резултат и поставио коначних 1:1. Русија је квалификације окончала на трећем месту, иза Француске и Украјине и није успела да се квалификује на Европско првенство, везавши тако два узастопна неуспела квалификациона циклуса.
Захваљујући одличним резултатима у квалификацијама за Евро 2000, Романцев остаје селектор репрезентације и током квалификационог циклуса за Светско првенство 2002. у Јапану и Кореји. Руска репрезентација је одлично одрадила квалификације у првој квалификационој групи и са 7 победа, 2 ремија и само једним поразом као првопласирана остварила директан пласман на СП. На светском првенству Русија се такмичила у групи Х са селекцијама Туниса, Јапана и Белгије и са једном победом и два пораза није успела да се пласира у осмину финала. Пораз од Јапана у другом колу резултатом 0:1 довео је до великих навијачких нереда у Москви у којима су две особе смртно страдале.
Због неуспеха на светском првенству Романцев је смењен са позиције селектора, а на његово место је постављен Валериј Газајев. У нови квалификациони циклус, овај пут за ЕП 2004. Русија је ушла са две убедљиве победе на домаћем терену против Ирске (4:2) и Албаније (4:1), али су потом доживели два неочекивана пораза у Скадру и Тбилисију. Потом је уследило јеш неколико лоших резултата, а пораз од Израела у пријатељском сусрету играном 20. августа 2003. довео је до нове смене на позицији селектора, а нови тренер постао је Георгиј Јарцев.
Јарцев је успео да екипу доведе до друге позиције и преко двомеча баража против Велса обезбеди пласман на европско првенство. Иако су очекивања од националног тима у јавности била велика, Русија је у Португал отишла оптерећена бројним повредама кључних играча. У групи са Шпанијом, домаћином Португалом и каснијим победником Грчком, остварена је тек једна победа, уз два пораза, што је било довољно за последње место у групи. Поред тога, руски играчи су на три одигране утакмице добили чак два црвена и 15 жутих картона, што је Русију сврстало у групу најнедисциплинованијих тимова у историји европских првенстава. Јарцев је остао на челу репрезентације и почетком наредног квалификационог циклуса за СП 2006, али тек три победе у првих седам квалификационих утакмица, укључујући и катастрофални пораз у Лисабону од Португалије са 1:7 (утакмица је играна 13. октобра 2004), донели су нову смену на позицији селектора тима. За новог селектора постављен је Јуриј Сјомин са којим је потписан уговор до краја 2005. године. Међутим резултат је изостао и Русија је пропустила још једно велико такмичење.

### Гус Хидинк, најуспешнији тренер у историји руске репрезентације
Фудбалски савез Русије је 1. марта 2006. по први пут у својој историји на место селектора поставио страног тренера, односно Холанђанина Гуса Хидинка, дотадашњег селектора Аустралије. Хидинк је са ФСР потписао двогодишњи уговор вредан 4 милиона евра, а уговор је укључивао и додатне премије у случају добрих резултата на Европском првенству 2008. које је означено и као један од приоритета новог селектора.
Нови квалификациони циклус за ЕП није почео добро по изабранике Гуса Хидинка, пошто су у прва два кола на домаћем терену остварили два ремија против Хрватске и Израела. Међутим у наредних шест утакмица руски фудбалери су остварили 6 победа (два пута против Естоније и Македоније и једном против Андоре) уз један реми са Хрватском, и то без примљеног гола. У јесен 2007. играли су се одлучујући квалификациони сусрети, а Русија је у септембру доживела први пораз у тим квалификацијама, Енглеска је на Вемблију славила са убедљивих 3:0. Месец дана касније, исти ривали играли су нови квалификациони меч, овај пут на московском Лужњикију, а Русија је са два гола Романа Пављученка славила резултатом 2:1. Изненађујући пораз од Израела у Рамат Гану у претпоследњем колу квалификација додатно је закомпликовао стање у квалификационој групи Е, међутим пораз Енглеске од Хрватске и победа Русије у Андори у последњем колу, донели су Русима друго место у групи и директан пласман на европско првенство. Челници Руског фудбалског савеза су у марту 2008. продужили уговор са Хидинком на још две године, до јуна 2010. године.

## Резултати репрезентације

### Светска првенства
| Година          | Коло                  | Пласман               | ИГ                    | П                     | Н                     | ИЗ                    | ГД                    | ГП                    |
| --------------- | --------------------- | --------------------- | --------------------- | --------------------- | --------------------- | --------------------- | --------------------- | --------------------- |
| Совјетски Савез |                       |                       |                       |                       |                       |                       |                       |                       |
| 1930.           | Није учествовала      | Није учествовала      | Није учествовала      | Није учествовала      | Није учествовала      | Није учествовала      | Није учествовала      | Није учествовала      |
| 1934.           | Није учествовала      | Није учествовала      | Није учествовала      | Није учествовала      | Није учествовала      | Није учествовала      | Није учествовала      | Није учествовала      |
| 1938            | Није учествовала      | Није учествовала      | Није учествовала      | Није учествовала      | Није учествовала      | Није учествовала      | Није учествовала      | Није учествовала      |
| 1950.           | Није учествовала      | Није учествовала      | Није учествовала      | Није учествовала      | Није учествовала      | Није учествовала      | Није учествовала      | Није учествовала      |
| 1954.           | Није учествовала      | Није учествовала      | Није учествовала      | Није учествовала      | Није учествовала      | Није учествовала      | Није учествовала      | Није учествовала      |
| 1958.           | Четвртфинале          | 7                     | 5                     | 2                     | 1                     | 2                     | 5                     | 6                     |
| 1962.           | Четвртфинале          | 6                     | 4                     | 2                     | 1                     | 1                     | 9                     | 7                     |
| 1966.           | 4. место              | 4                     | 6                     | 4                     | 0                     | 2                     | 10                    | 6                     |
| 1970.           | Четвртфинале          | 5                     | 4                     | 2                     | 1                     | 1                     | 6                     | 2                     |
| 1974.           | дисквалификована      | дисквалификована      | дисквалификована      | дисквалификована      | дисквалификована      | дисквалификована      | дисквалификована      | дисквалификована      |
| 1978.           | Није се квалификовала | Није се квалификовала | Није се квалификовала | Није се квалификовала | Није се квалификовала | Није се квалификовала | Није се квалификовала | Није се квалификовала |
| 1982.           | Друга фаза            | 7                     | 5                     | 2                     | 2                     | 1                     | 7                     | 4                     |
| 1986.           | Осмина финала         | 10                    | 4                     | 2                     | 1                     | 1                     | 12                    | 5                     |
| 1990.           | Групна фаза           | 17                    | 3                     | 1                     | 0                     | 2                     | 4                     | 4                     |
| Русија          |                       |                       |                       |                       |                       |                       |                       |                       |
| 1994.           | Групна фаза           | 18                    | 3                     | 1                     | 0                     | 2                     | 7                     | 6                     |
| 1998.           | Није се квалификовала | Није се квалификовала | Није се квалификовала | Није се квалификовала | Није се квалификовала | Није се квалификовала | Није се квалификовала | Није се квалификовала |
| 2002.           | Групна фаза           | 22                    | 3                     | 1                     | 0                     | 2                     | 4                     | 4                     |
| 2006.           | Није се квалификовала | Није се квалификовала | Није се квалификовала | Није се квалификовала | Није се квалификовала | Није се квалификовала | Није се квалификовала | Није се квалификовала |
| 2010.           | Није се квалификовала | Није се квалификовала | Није се квалификовала | Није се квалификовала | Није се квалификовала | Није се квалификовала | Није се квалификовала | Није се квалификовала |
| 2014.           | Групна фаза           | 24                    | 3                     | 0                     | 2                     | 1                     | 2                     | 3                     |
| 2018.           | Четвртфинале          | 8                     | 5                     | 2                     | 2                     | 1                     | 11                    | 7                     |
| 2022            | Суспендована          | Суспендована          | Суспендована          | Суспендована          | Суспендована          | Суспендована          | Суспендована          | Суспендована          |
| 2026            | Суспендована          | Суспендована          | Суспендована          | Суспендована          | Суспендована          | Суспендована          | Суспендована          | Суспендована          |
| Укупно          | 11/23                 | -                     | 45                    | 19                    | 10                    | 16                    | 77                    | 54                    |

### Европска првенства
- 1960−1988 као СССР
- 1992 као ЗНД

| Година                      | Коло                  | Пласман               | ИГ                    | П                     | Н                     | ИЗ                    | ГД                    | ГП                    |
| --------------------------- | --------------------- | --------------------- | --------------------- | --------------------- | --------------------- | --------------------- | --------------------- | --------------------- |
| Совјетски Савез             |                       |                       |                       |                       |                       |                       |                       |                       |
| 1960.                       | Шампиони              | 1                     | 2                     | 2                     | 0                     | 0                     | 5                     | 1                     |
| 1964.                       | Финале                | 2                     | 2                     | 1                     | 0                     | 1                     | 4                     | 2                     |
| 1968.                       | Четврто место         | 4                     | 2                     | 0                     | 1                     | 1                     | 0                     | 2                     |
| 1972.                       | Финале                | 2                     | 2                     | 1                     | 0                     | 1                     | 1                     | 3                     |
| 1976.                       | Није се квалификовала | Није се квалификовала | Није се квалификовала | Није се квалификовала | Није се квалификовала | Није се квалификовала | Није се квалификовала | Није се квалификовала |
| 1980.                       | Није се квалификовала | Није се квалификовала | Није се квалификовала | Није се квалификовала | Није се квалификовала | Није се квалификовала | Није се квалификовала | Није се квалификовала |
| 1984.                       | Није се квалификовала | Није се квалификовала | Није се квалификовала | Није се квалификовала | Није се квалификовала | Није се квалификовала | Није се квалификовала | Није се квалификовала |
| 1988.                       | Финале                | 2                     | 5                     | 3                     | 1                     | 1                     | 7                     | 4                     |
| Заједница независних држава |                       |                       |                       |                       |                       |                       |                       |                       |
| 1992.                       | Групна фаза           | 8                     | 3                     | 0                     | 2                     | 1                     | 1                     | 4                     |
| Русија                      |                       |                       |                       |                       |                       |                       |                       |                       |
| 1996                        | Групна фаза           | 14                    | 3                     | 0                     | 1                     | 2                     | 4                     | 8                     |
| 2000.                       | Није се квалификовала | Није се квалификовала | Није се квалификовала | Није се квалификовала | Није се квалификовала | Није се квалификовала | Није се квалификовала | Није се квалификовала |
| 2004                        | Групна фаза           | 10                    | 3                     | 1                     | 0                     | 2                     | 2                     | 4                     |
| 2008                        | Полуфинале            | 3                     | 5                     | 3                     | 0                     | 2                     | 7                     | 8                     |
| 2012                        | Групна фаза           | 9                     | 3                     | 1                     | 1                     | 1                     | 5                     | 3                     |
| 2016                        | Групна фаза           | 23                    | 3                     | 0                     | 1                     | 2                     | 2                     | 6                     |
| 2020                        | Групна фаза           | 18                    | 3                     | 1                     | 0                     | 2                     | 2                     | 7                     |
| 2024                        | Суспендована          | Суспендована          | Суспендована          | Суспендована          | Суспендована          | Суспендована          | Суспендована          | Суспендована          |
| Укупно                      | 12/17                 | 1 титула              | 36                    | 13                    | 7                     | 16                    | 40                    | 52                    |

### Лига нација
| Рекорди у УЕФА Лиги нација | Рекорди у УЕФА Лиги нација | Рекорди у УЕФА Лиги нација | Рекорди у УЕФА Лиги нација | Рекорди у УЕФА Лиги нација | Рекорди у УЕФА Лиги нација | Рекорди у УЕФА Лиги нација | Рекорди у УЕФА Лиги нација | Рекорди у УЕФА Лиги нација | Рекорди у УЕФА Лиги нација | Рекорди у УЕФА Лиги нација |
| Сезона                     | Лига                       | Група                      | ИГ                         | П                          | Н                          | И                          | ГД                         | ГП                         | П/И                        | Поз.                       |
| -------------------------- | -------------------------- | -------------------------- | -------------------------- | -------------------------- | -------------------------- | -------------------------- | -------------------------- | -------------------------- | -------------------------- | -------------------------- |
| 2018/19.                   | Б                          | 2                          | 4                          | 2                          | 1                          | 1                          | 4                          | 3                          | Same position              | 17.                        |
| 2020/21.                   | Б                          | 3                          | 6                          | 2                          | 2                          | 2                          | 9                          | 12                         | Same position              | 24.                        |
| 2022/23.                   | Б                          | 2                          | Суспендована               | Суспендована               | Суспендована               | Суспендована               | Суспендована               | Суспендована               | Пад                        | 32.                        |
| 2024/25.                   | Суспендована               | Суспендована               | Суспендована               | Суспендована               | Суспендована               | Суспендована               | Суспендована               | Суспендована               | Суспендована               | Суспендована               |
| Укупно                     | Укупно                     | Укупно                     | 10                         | 4                          | 3                          | 3                          | 13                         | 15                         |                            |                            |

## Селектори репрезентације
Закључно са 1. фебруаром 2024. године:
| Селектор                     | Мандат                  | Утакмица | Победа | Ремија | Пораза | % победа |
| ---------------------------- | ----------------------- | -------- | ------ | ------ | ------ | -------- |
| Георгиј Дуперон Роберт Фулда | 1912–1913.              | −        | −      | −      | −      | −        |
| Павел Садирин                | 1992–1994.              | 23       | 12     | 6      | 5      | 52,17    |
| Олег Романцев                | 1994–1996, 1998–2002.   | 60       | 36     | 14     | 10     | 60,0     |
| Борис Игнатјев               | 1996–1998.              | 20       | 8      | 8      | 4      | 40,0     |
| Анатолиј Бишовец             | 1998.                   | 6        | 0      | 0      | 6      | 0,00     |
| Валериј Газајев              | 2002–2003.              | 9        | 4      | 2      | 3      | 44,44    |
| Георгиј Јарцев               | 2003–2005.              | 19       | 8      | 6      | 5      | 42,11    |
| Јуриј Сјомин                 | 2005.                   | 7        | 3      | 4      | 0      | 42,86    |
| Александар Бородјук (в.д.)   | 2006.                   | 2        | 0      | 1      | 1      | 0,00     |
| Гус Хидинк                   | јул 2006 – јун 2010.    | 39       | 22     | 7      | 10     | 56,41    |
| Дик Адвокат                  | јул 2010 – јул 2012.    | 24       | 12     | 8      | 4      | 50,0     |
| Фабио Капело                 | јул 2012 – јул 2015.    | 33       | 17     | 11     | 5      | 51,52    |
| Леонид Слуцки                | август 2015 – јун 2016. | 13       | 6      | 2      | 5      | 46,15    |
| Станислав Черчесов           | август 2016 – јул 2021. | 57       | 24     | 13     | 20     | 42       |
| Валериј Карпин               | јул 2021 –              | 16       | 9      | 6      | 1      | 56       |

## Тренутни састав
| Бр. | Поз. | Играч              | Датум рођења        | Наступи | Голови | Клуб                     |
| --- | ---- | ------------------ | ------------------- | ------- | ------ | ------------------------ |
| 1   | Г    | Игор Акинфејев К   | 8. април 1986.      | 106     | 0      | ФК ЦСКА Москва           |
| 12  | Г    | Андреј Луњов       | 13. новембар 1991.  | 3       | 0      | ФК Зенит Санкт Петербург |
| 20  | Г    | Владимир Габулов   | 19. октобар 1983.   | 10      | 0      | ФК Клуб Бриж             |
| 2   | Одб  | Марио Фернандес    | 19. септембар 1990. | 5       | 0      | ЦСКА Москва              |
| 3   | Одб  | Иља Кутепов        | 29. јул 1993.       | 7       | 0      | ФК Спартак Москва        |
| 4   | Одб  | Сергеј Игнашевич   | 14. јул 1979.       | 122     | 8      | ФК ЦСКА Москва           |
| 5   | Одб  | Андреј Семјонов    | 24. март 1989.      | 6       | 0      | ФК Ахмат Грозни          |
| 13  | Одб  | Фјодор Кудрјашов   | 5. април 1987.      | 19      | 0      | ФК Рубин Казањ           |
| 14  | Одб  | Владимир Гранат    | 22. мај 1987.       | 12      | 1      | ФК Рубин Казањ           |
| 23  | Одб  | Игор Смољников     | 8. август 1988.     | 27      | 0      | ФК Зенит Санкт Петербург |
| 6   | Взн  | Денис Черишев      | 26. децембар 1990.  | 11      | 0      | ФК Виљареал              |
| 7   | Взн  | Далер Кузјајев     | 15. јануар 1993.    | 6       | 0      | ФК Зенит Санкт Петербург |
| 8   | Взн  | Јуриј Газински     | 20. јул 1989.       | 6       | 0      | ФК Краснодар             |
| 9   | Взн  | Алан Дзагојев      | 17. јун 1990.       | 57      | 9      | ФК ЦСКА Москва           |
| 11  | Взн  | Роман Зобњин       | 11. фебруар 1994.   | 12      | 0      | Спартак Москва           |
| 16  | Взн  | Антон Миранчук     | 17. октобар 1995.   | 6       | 0      | Локомотива Москва        |
| 17  | Взн  | Александар Головин | 30. мај 1996.       | 19      | 2      | Монако                   |
| 18  | Взн  | Јуриј Жирков       | 20. август 1983.    | 84      | 2      | ФК Зенит Санкт Петербург |
| 19  | Взн  | Александар Самедов | 19. јул 1984.       | 48      | 7      | ФК Спартак Москва        |
| 21  | Взн  | Александар Јерохин | 13. октобар 1989.   | 17      | 0      | ФК Зенит Санкт Петербург |
| 10  | Нап  | Фјодор Смолов      | 5. фебруар 1990.    | 32      | 12     | ФК Краснодар             |
| 15  | Нап  | Алексеј Миранчук   | 17. октобар 1995.   | 18      | 4      | Локомотива Москва        |
| 22  | Нап  | Артјом Дзјуба      | 22. август 1988.    | 23      | 11     | ФК Арсенал Тула          |